# Vladimir Marín
Vladimir Marín Ríos (26 de setembro de 1979) é um futebolista colombiano. Atualmente, joga pelo Club Olimpia.

## Carreira
Marín começou sua carreira de jogador com o clube local, o Deportivo Rionegro, antes de ingressar na Bolívia lado Jorge Wilstermann por quatro temporadas. Ele se mudou para Clube Atlético Paranaense, onde jogou por uma temporada, antes de retornar à Colômbia para jogar por Atlético Nacional . Marín teve uma breve passagem na Primera argentino com o Independiente antes de transferir para Club Libertad em janeiro de 2007.
Em 16 de Março de 2012, Marín fez um gol no jogo entre Flamengo e Olimpia. O Flamengo abriu 3 a 0, O Olimpia acabou com a comemoração rubro-negra e buscou o empate: 3 a 3 no Engenhão.
Marín fez várias aparições na equipe da Colômbia, incluindo quatro jogos de qualificação para o Mundial de 2010.

## Vice-Artilharias
Atlético Nacional
- Copa Libertadores: 2006 (4 gols)